# Barbara Epstein
Barbara L. Epstein-Zimmerman (Boston, 30 augustus 1928 - New York, 16 juni 2006) was een Joods-Amerikaans journaliste, geschiedkundige en sociologe. Zij verwierf bekendheid als oprichtster en mede-redactrice van het gezaghebbende tweewekelijks verschijnende boekenblad The New York Review of Books (afgekort als NYREV of NYRB).
Epstein studeerde aan gerenommeerde universiteiten - Radcliffe College (verkreeg daaraan in 1949 een graad; dit College was toentertijd een nauw met Harvard verbonden universiteit voor vrouwen, tegenwoordig is het een onderdeel van Harvard) en Berkeley - en behaalde in 1973 een academische graad in de Amerikaanse geschiedenis.
In haar studententijd en in de eerste tijd daarna maakte zij deel uit van het gezamenlijke redacteurschap van de krant Socialist Revolution welke naam later werd gewijzigd in Socialist Review.

Ze werkte tijdens haar journalistieke loopbaan onder meer ook bij uitgeverij Doubleday waar zij de leiding wist over te halen het dagboek van Anne Frank te publiceren. 
In 1962 was bij haar en een stel kennissen het idee ontstaan om een apart boekenblad uit te brengen. Toen het jaar daarop in 1963 een krantenstaking uitbrak en daardoor The New York Times met onder meer zijn kritieken over boeken niet kon verschijnen, zetten Epstein en haar vrienden dit idee om in een concreet boekenblad, The New York Review of Books was geboren. Het werd van meet af aan een toonaangevende literaire periodiek.
Behalve journalistiek werk was zij ook academisch actief. Zo gaf zij als hoogleraar aan de University of California Santa Cruz (UCSC) colleges over (de geschiedenis van) sociale bewegingen (onder meer Joodse) en de problemen waar deze zich mee geconfronteerd zagen. Ook schreef zij diverse boeken over dit onderwerp.
Ten tijde van haar overlijden was zij bezig met een werk over het Joodse verzet tegen het fascisme tijdens de Tweede Wereldoorlog, ingebed in de ondergrondse anti-nazibeweging in het getto van de stad Minsk in Wit-Rusland.
Barbara Epstein overleed op 77-jarige leeftijd aan longkanker.

## Publicaties
- The Politics of Domesticity: Women, Evangelism, and Temperance in Nineteenth Century America, 1981, Wesleyan University Press
- Political Protest and Cultural Revolution: Nonviolent Direct Action in the 1970s and 1980s, 1991, University of California Press
- Cultural Politics and Social Movements, 1995, Temple University Press, essays, samen met Marcy Darnovsky en Richard Flacks